# Naoya Shiga
Naoya Shiga (jap. 志賀 直哉 Shiga Naoya; ur. 20 lutego 1883 w Ishinomaki, zm. 21 października 1971 w Tokio) – japoński pisarz.
Pochodził z wysoko sytuowanej rodziny o korzeniach samurajskich. Uczęszczał do prestiżowej szkoły Gakushūin, gdzie pod wpływem Kanzō Uchimury nawrócił się na chrześcijaństwo. Później studiował anglistykę na Uniwersytecie Tokijskim, ale studiów nie skończył. Związany był z grupą literacką Shirakaba (Biała Brzoza). Zasłynął osobistymi utworami z gatunku watakushi-shōsetsu, często zawierającymi wątki autobiograficzne. Jest autorem opowiadań, m.in. Kamisori (Brzytwa, 1910) i Seibei to hyōtan (Seibei i tykwy, 1913), a także powieści takich jak Wakai (Pojednanie, 1917) czy An’ya kōro (Droga w mrokach nocy, 1921, druga część 1937).
W 1949 roku został odznaczony Orderem Kultury. W 1951 roku uhonorowano go tytułem zasłużonego dla kultury. W ostatnich dekadach życia niewiele tworzył. Zmarł na zapalenie płuc.
Uchodzi za mistrza zwięzłego stylu, który został nazwany jego imieniem.